# 内務省 (フランス)
内務省（ないむしょう、フランス語: Ministère de l'Intérieur）は、フランスの省。本省所在地はパリ8区ボーヴォ館。

## 概要
フランス内務省には、法秩序維持のためにフランス国家警察、フランス国家憲兵隊（平時は、機動憲兵隊を内相が）をそれぞれ管轄下に置く（詳細はフランスの警察 Police in Franceを参照）。
国家の総合的な治安維持、犯罪対策、大規模自然災害対策を担当する。
そのほか、内務省の管轄事項としては、民間防衛と安全保障の管理（消防はこの隷下にある）、旅券、身分証明書などの各種証明書発行、ネットワーク管理、中央および地方政府の関係に関すること、全国ならびに地方レベルにおける物流および選挙管理（ただし選挙結果に関しては、憲法評議会および行政裁判所がこれを管轄下に置く）など広範囲にわたっている。
地方圏およびその下位にある地方自治体は内相の監督下にある。

## 組織
- 事務総局 (SG)
- 国家警察総局（フランス語版）（DGPN）
  - 国家警察長官
    - 捜索・支援・介入・抑止担当室（フランス語版）（RAID）
    - 主要政策調整室（UCGE）
    - 機動部隊調整室（UCFM）
    - 省間技術介入分遣隊（DCI-IT）
    - 被害者対策代表団（DAV）
    - 国家警察情報センター（CIPN）
    - 情報通信部（SICoP）
    - 行政安全調査部（SNEAS）
    - 渡航認証調査部（SNEAV）
    - 保安統計部（フランス語版）（SSMSI）（国家憲兵総局と共同）
    - 治安デジタル庁（ANFSI）（国家憲兵総局と共同）
    - 旅行査証庁（ANDV）

  - 警察人事・財務・後方支援局（フランス語版）（DRHFS）
  - 警務監察本部（フランス語版）（IGPN）
  - 司法警察局（フランス語版）（DNPJ）
  - 公安局（フランス語版）（DNSP）
  - 国境警備局（フランス語版）（DNPAF）
  - 防諜局（フランス語版）（DNRT）
  - 中央機動警備局（フランス語版）（DCCRS）
  - 中央採用訓練局（フランス語版）（DCRFPN）
  - 国際安全保障局（フランス語版）（DCIS）（国家憲兵総局と共同）
  - 警衛部（フランス語版）（SDLP）
  - 警察科学部（フランス語版）（SNPS）
  - 国立警察学校（フランス語版）（ENSP）
- 国家憲兵総局（フランス語版）（DGGN）
  - 国家憲兵長官
    - 国際安全保障局（DCIS）（国家警察総局と共同）
    - 情報安全システム・科学部（ST(SI)2）
    - 国家憲兵隊作戦支援司令部（COMSOPG）
    - 国家憲兵隊サイバー司令部（フランス語版）（ComCyberGend）
    - 国家憲兵隊予備役・青少年司令部（CRJ）
    - 国立憲兵学校司令部（フランス語版）（CEGN）
    - 核保安司令部（フランス語版）
    - 国家憲兵法院（フランス語版）
    - 国家憲兵介入グループ（フランス語版）

  - 運営人事局（フランス語版）（DOE）
    - 運用予測準局（フランス語版）（SDAO）
    - 徴兵準局（SDEF）
    - 警務準局（フランス語版）（SDPJ）
    - 国防・治安・保護準局（SDDOP）

  - 国家憲兵隊兵務局（フランス語版）（DPMGN）
    - 人事政策準局（SDPRH）
    - 人事管理準局（SDGP）
    - 技能準局（SDC）
    - 兵員支援準局（SDAP）

  - 支援財務局（フランス語版）（DSF）
    - 運営財務準局（SDAF）
    - 兵員寮務準局（SDIL）
    - 組織労働準局（SDOE）

  - 国家憲兵隊改革部
  - 陸軍憲兵隊情報広報部（SIRPAG）
- フランス外国人総局 (DGEF)
  - 入国管理局
    - 査証準局
    - 居住勤務準局
    - 不法移民対策準局

  - 帰化・国籍取得局
    - 外国人帰化準局
    - フランス国籍取得準局
    - 移民住宅委員会事務局

  - 庇護局
    - 庇護政策推進・資金調達準局
    - 庇護法・国際保護準局

  - 移民帰化庁（フランス語版）（OFII）
  - 難民無国籍者保護庁（フランス語版）（OFPRA）
- 国内治安総局 (DGSI)
- 市民安全及び危機管理総局 (DGSCGC)
- 海外領土総局
- 地方自治体総局 (DGCL) 領土結束大臣との共同管轄
- 交通安全代表団 領土結束大臣との共同管轄

## 大臣

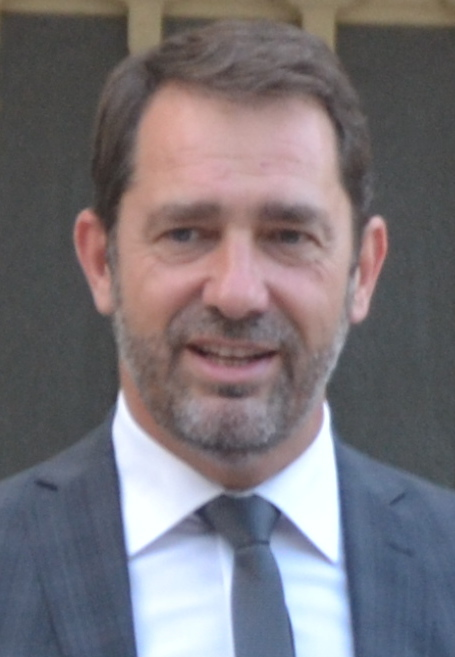
クリストフ・カスタネール内務大臣

現在の第2次フィリップ内閣においては、クリストフ・カスタネールが内務大臣を務めている。

### 歴代内務大臣

#### 立憲王政から第四共和政まで
en:List of Interior Ministers of Franceより
| 氏名                                                   | 就任年月日     | 辞任年月日     |
| ------------------------------------------------------ | -------------- | -------------- |
| w:François-Emmanuel Guignard, comte de Saint-Priest    | 1790年8月7日   | 1791年1月25日  |
| fr:Claude Antoine Valdec de Lessart                    | 1791年1月25日  | 1791年11月29日 |
| Bon-Claude Cahier de Gerville                          | 1791年11月29日 | 1792年3月24日  |
| Jean-Marie Roland de la Platière                       | 1792年3月24日  | 1792年6月13日  |
| Jacques Augustin Mourgue                               | 1792年6月13日  | 1792年6月18日  |
| Antoine René, marquis de Terrier de Monciel            | 1792年6月18日  | 1792年7月17日  |
| Étienne Louis Hector Dejoly                            | 1792年7月17日  | 1792年7月21日  |
| Clément Felix Champion de Villeneuve                   | 1792年7月21日  | 1792年8月10日  |
| ジャン＝マリー・ロラン                                 | 1792年8月10日  | 1793年1月23日  |
| Dominique Joseph Garat                                 | 1793年1月23日  | 1793年8月20日  |
| Jules François Paré                                    | 1793年8月20日  | 1794年4月5日   |
| Jean Marie Claude Alexandre Goujon                     | 1794年4月5日   | 1794年4月8日   |
| Martial Joseph Armand Herman                           | 1794年4月8日   | 1794年4月20日  |
| none                                                   | 1794年4月20日  | 1795年11月3日  |
| Pierre Bénézech                                        | 1795年11月3日  | 1797年7月15日  |
| Nicolas-Louis François de Neufchâteau                  | 1797年7月15日  | 1797年9月13日  |
| François Sébastien Letourneux                          | 1797年9月13日  | 1798年6月17日  |
| Nicolas-Louis François de Neufchâteau                  | 1798年6月17日  | 1799年6月22日  |
| Nicolas Marie Quinette                                 | 1799年6月22日  | 1799年11月10日 |
| ピエール＝シモン・ラプラス                             | 1799年11月12日 | 1799年12月25日 |
| リュシアン・ボナパルト                                 | 1799年12月25日 | 1800年11月7日  |
| Jean-Antoine Chaptal                                   | 1800年11月7日  | 1804年8月7日   |
| Jean-Baptiste Nompère de Champagny                     | 1804年8月7日   | 1807年8月9日   |
| Emmanuel Crétet, comte de Champmol                     | 1807年8月9日   | 1809年6月29日  |
| オトラント公ジョゼフ・フーシェ                         | 1809年6月29日  | 1809年10月1日  |
| Jean-Pierre Bachasson, comte de Montalivet             | 1809年10月1日  | 1814年4月1日   |
| Jacques, comte Beugnot                                 | 1814年4月3日   | 1814年5月13日  |
| François Xavier de Montesquiou-Fezensac                | 1814年5月13日  | 1815年3月20日  |
| ラザール・カルノー                                     | 1815年3月20日  | 1815年6月22日  |
| Claude Carnot-Feulin                                   | 1815年6月22日  | 1815年7月7日   |
| Étienne-Denis, baron Pasquier                          | 1815年7月7日   | 1815年9月26日  |
| Vincent-Marie Viénot, comte de Vaublanc                | 1815年9月26日  | 1816年5月7日   |
| Joseph, vicomte Lainé                                  | 1816年5月7日   | 1818年12月29日 |
| エリー・デュカス                                       | 1818年12月29日 | 1820年2月20日  |
| Joseph-Jérôme, comte Siméon                            | 1820年2月20日  | 1821年12月14日 |
| Jacques Joseph Guillaume Pierre, comte de Corbière     | 1821年12月14日 | 1828年1月4日   |
| Jean-Baptiste Gay, vicomte de Martignac                | 1828年1月4日   | 1829年8月8日   |
| François Régis de La Bourdonnaye, comte de La Bretèche | 1829年8月8日   | 1829年11月18日 |
| Gullaume Isidore, comte de Montbel                     | 1829年11月18日 | 1830年5月19日  |
| Charles Ignace, comte de Peyronnet                     | 1830年5月19日  | 1830年7月31日  |
| Victor, duc de Broglie                                 | 1830年7月31日  | 1830年8月1日   |
| フランソワ・ピエール・ギヨーム・ギゾー                 | 1830年8月1日   | 1830年11月2日  |
| Marthe Camille Bachasson, comte de Montalivet          | 1830年11月2日  | 1831年3月13日  |
| Casimir Pierre Perier                                  | 1831年3月13日  | 1832年4月27日  |
| Marthe Camille Bachasson, comte de Montalivet          | 1832年4月27日  | 1832年10月11日 |
| アドルフ・ティエール                                   | 1832年10月11日 | 1832年12月31日 |
| Antoine, comte d'Argout                                | 1832年12月31日 | 1834年4月4日   |
| アドルフ・ティエール                                   | 1834年4月4日   | 1834年11月10日 |
| Hugues Bernard Maret, duc de Bassano                   | 1834年11月10日 | 1834年11月18日 |
| アドルフ・ティエール                                   | 1834年11月18日 | 1836年2月22日  |
| Marthe Camille Bachasson, comte de Montalivet          | 1836年2月22日  | 1836年9月6日   |
| Adrien de Gasparin                                     | 1836年9月6日   | 1837年4月15日  |
| Marthe Camille Bachasson, comte de Montalivet          | 1837年4月15日  | 1839年3月31日  |
| Adrien de Gasparin                                     | 1839年3月31日  | 1839年5月12日  |
| Charles Marie Tanneguy Duchâtel                        | 1839年5月12日  | 1840年3月1日   |
| Charles, comte de Rémusat                              | 1840年3月1日   | 1840年10月29日 |
| Charles Marie Tanneguy Duchâtel                        | 1840年10月29日 | 1848年2月24日  |
| Alexandre Ledru-Rollin                                 | 1848年2月24日  | 1848年5月11日  |
| Adrien Recurt                                          | 1848年5月11日  | 1848年6月28日  |
| Antoine Sénard                                         | 1848年6月28日  | 1848年10月13日 |
| Jules Armand Dufaure                                   | 1848年10月13日 | 1848年12月20日 |
| Léon de Malleville                                     | 1848年12月20日 | 1848年12月29日 |
| Léon Faucher                                           | 1848年12月29日 | 1849年6月2日   |
| Jules Armand Dufaure                                   | 1849年6月2日   | 1849年10月31日 |
| Ferdinand Barrot                                       | 1849年10月31日 | 1850年3月15日  |
| Jules Baroche                                          | 1850年3月15日  | 1851年1月24日  |
| Marc Antoine Henri Marius Vaïsse                       | 1851年1月24日  | 1851年4月10日  |
| Léon Faucher                                           | 1851年4月10日  | 1851年10月26日 |
| René de Thorigny                                       | 1851年10月26日 | 1851年12月2日  |
| シャルル・ド・モルニー                                 | 1851年12月2日  | 1852年1月22日  |
| ヴィクトール・ド・ペルシニー                           | 1852年1月22日  | 1854年6月23日  |
| Adolphe Billault                                       | 1854年6月23日  | 1858年2月7日   |
| Charles Esprit Espinasse                               | 1858年2月7日   | 1858年6月14日  |
| Claude Alphonse Delangle                               | 1858年6月14日  | 1859年5月5日   |
| Louis Arrighi de Casanova, duc de Padoue               | 1859年5月5日   | 1859年11月1日  |
| Adolphe Billault                                       | 1859年11月1日  | 1860年12月5日  |
| ヴィクトール・ド・ペルシニー                           | 1860年12月5日  | 1863年6月23日  |
| Paul Boudet                                            | 1863年6月23日  | 1865年3月28日  |
| Charles, marquis de La Valette                         | 1865年3月28日  | 1867年11月13日 |
| Ernest Pinard                                          | 1867年11月13日 | 1868年12月17日 |
| Adolphe Forcade La Roquette                            | 1868年12月17日 | 1870年1月2日   |
| Jean-Pierre Napoléon Eugène Chevandier de Valdrôme     | 1870年1月2日   | 1870年8月18日  |
| Julien-Théophile-Henri Chevreau                        | 1870年8月18日  | 1870年9月4日   |
| レオン・ガンベッタ                                     | 1870年9月4日   | 1871年2月6日   |
| Emmanuel Arago                                         | 1871年2月6日   | 1871年2月19日  |
| Ernest Picard                                          | 1871年2月19日  | 1871年6月5日   |
| Félix Lambrecht                                        | 1871年6月5日   | 1871年10月8日  |
| Auguste Casimir-Perier                                 | 1871年10月11日 | 1872年2月6日   |
| Victor Lefranc                                         | 1872年2月6日   | 1872年12月7日  |
| Eugène de Goulard                                      | 1872年12月7日  | 1873年5月18日  |
| Auguste Casimir-Perier                                 | 1873年5月18日  | 1873年5月25日  |
| Charles Beulé                                          | 1873年5月25日  | 1873年11月26日 |
| Albert, duc de Broglie                                 | 1873年11月26日 | 1874年5月22日  |
| Oscar Bardi de Fourtou                                 | 1874年5月22日  | 1874年7月20日  |
| François, baron de Chabaud-Latour                      | 1874年7月20日  | 1875年3月10日  |
| Louis Buffet                                           | 1875年3月10日  | 1876年2月23日  |
| Jules Armand Dufaure                                   | 1876年2月23日  | 1876年3月9日   |
| Amable Richard                                         | 1876年3月9日   | 1876年5月11日  |
| Émile de Marcère                                       | 1876年5月15日  | 1876年12月12日 |
| Jules Simon                                            | 1876年12月12日 | 1877年5月17日  |
| Oscar Bardi de Fourtou                                 | 1877年5月17日  | 1877年11月23日 |
| Charles Welche                                         | 1877年11月23日 | 1877年12月13日 |
| Émile de Marcère                                       | 1877年12月13日 | 1879年3月4日   |
| Charles Lepère                                         | 1879年3月4日   | 1880年5月17日  |
| Ernest Constans                                        | 1880年5月17日  | 1881年11月14日 |
| René Waldeck-Rousseau                                  | 1881年11月14日 | 1882年1月30日  |
| René Goblet                                            | 1882年1月30日  | 1882年8月7日   |
| Armand Fallières                                       | 1882年8月7日   | 1883年2月21日  |
| René Waldeck-Rousseau                                  | 1883年2月21日  | 1885年4月6日   |
| François Allain-Targé                                  | 1885年4月6日   | 1886年1月7日   |
| Ferdinand Sarrien                                      | 1886年1月7日   | 1886年12月11日 |
| René Goblet                                            | 1886年12月11日 | 1877年5月30日  |
| Armand Fallières                                       | 1887年5月30日  | 1887年12月12日 |
| Ferdinand Sarrien                                      | 1887年12月12日 | 1888年4月3日   |
| Charles Floquet                                        | 1888年4月3日   | 1889年2月22日  |
| Ernest Constans                                        | 1889年2月22日  | 1890年3月1日   |
| Léon Bourgeois                                         | 1890年3月1日   | 1890年3月17日  |
| Ernest Constans                                        | 1890年3月17日  | 1892年2月27日  |
| Émile Loubet                                           | 1892年2月27日  | 1893年1月11日  |
| Alexandre Ribot                                        | 1893年1月11日  | 1893年4月4日   |
| Charles Dupuy                                          | 1893年4月4日   | 1893年12月3日  |
| David Raynal                                           | 1893年12月3日  | 1894年5月30日  |
| Charles Dupuy                                          | 1894年5月30日  | 1895年1月26日  |
| Georges Leygues                                        | 1895年1月26日  | 1895年11月1日  |
| Léon Bourgeois                                         | 1895年11月1日  | 1896年3月28日  |
| Ferdinand Sarrien                                      | 1896年3月30日  | 1896年4月29日  |
| Louis Barthou                                          | 1896年4月29日  | 1898年6月28日  |
| Henri Brisson                                          | 1898年6月28日  | 1898年11月1日  |
| Charles Dupuy                                          | 1898年11月1日  | 1899年6月22日  |
| René Waldeck-Rousseau                                  | 1899年6月22日  | 1902年6月7日   |
| Émile Combes                                           | 1902年6月7日   | 1905年1月24日  |
| Eugène Étienne                                         | 1905年1月24日  | 1905年11月12日 |
| Fernand Dubief                                         | 1905年11月12日 | 1906年3月14日  |
| ジョルジュ・クレマンソー                               | 1906年3月14日  | 1909年7月24日  |
| アリスティード・ブリアン                               | 1909年7月24日  | 1911年3月2日   |
| Ernest Monis                                           | 1911年3月2日   | 1911年6月27日  |
| Joseph Caillaux                                        | 1911年6月27日  | 1912年1月14日  |
| Théodore Steeg                                         | 1912年1月14日  | 1913年1月21日  |
| アリスティード・ブリアン                               | 1913年1月21日  | 1913年3月22日  |
| Louis Lucien Klotz                                     | 1913年3月22日  | 1913年12月9日  |
| René Renoult                                           | 1913年12月9日  | 1914年3月17日  |
| Louis Malvy                                            | 1914年3月17日  | 1914年6月9日   |
| Paul Peytral                                           | 1914年6月9日   | 1914年6月13日  |
| Louis Malvy                                            | 1914年6月13日  | 1917年8月31日  |
| Théodore Steeg                                         | 1917年9月1日   | 1917年11月16日 |
| Jules Pams                                             | 1917年11月16日 | 1920年1月20日  |
| Théodore Steeg                                         | 1920年1月20日  | 1921年1月16日  |
| Pierre Marraud                                         | 1921年1月16日  | 1922年1月15日  |
| Maurice Maunoury                                       | 1922年1月15日  | 1924年3月29日  |
| Justin de Selves                                       | 1924年3月29日  | 1924年6月14日  |
| Camille Chautemps                                      | 1924年6月14日  | 1925年4月17日  |
| Abraham Schrameck                                      | 1925年4月17日  | 1925年11月22日 |
| Camille Chautemps                                      | 1925年11月28日 | 1926年3月9日   |
| Louis Malvy                                            | 1926年3月9日   | 1926年4月10日  |
| Jean Durand                                            | 1926年4月10日  | 1926年7月19日  |
| Camille Chautemps                                      | 1926年7月19日  | 1926年7月23日  |
| アルベール・サロー                                     | 1926年7月23日  | 1928年11月11日 |
| André Tardieu                                          | 1928年11月11日 | 1930年2月21日  |
| Camille Chautemps                                      | 1930年2月21日  | 1930年3月2日   |
| André Tardieu                                          | 1930年3月2日   | 1930年12月13日 |
| Georges Leygues                                        | 1930年12月13日 | 1931年1月27日  |
| ピエール・ラヴァル                                     | 1931年1月27日  | 1932年1月14日  |
| Pierre Cathala                                         | 1932年1月14日  | 1932年2月20日  |
| Albert Mahieu                                          | 1932年2月20日  | 1932年6月3日   |
| Camille Chautemps                                      | 1932年6月3日   | 1934年1月30日  |
| Eugène Frot                                            | 1934年1月30日  | 1934年2月9日   |
| アルベール・サロー                                     | 1934年2月9日   | 1934年10月13日 |
| Paul Marchandeau                                       | 1934年10月13日 | 1934年11月8日  |
| マルセル・レニエ                                       | 1934年11月8日  | 1935年6月1日   |
| Fernand Bouisson                                       | 1935年6月1日   | 1935年6月7日   |
| Joseph Paganon                                         | 1935年6月7日   | 1936年1月24日  |
| アルベール・サロー                                     | 1936年1月24日  | 1936年6月4日   |
| Roger Salengro                                         | 1936年6月4日   | 1936年11月18日 |
| Marx Dormoy                                            | 1936年11月24日 | 1938年1月18日  |
| アルベール・サロー                                     | 1938年1月18日  | 1938年3月13日  |
| Marx Dormoy                                            | 1938年3月13日  | 1938年4月10日  |
| アルベール・サロー                                     | 1938年4月10日  | 1940年3月21日  |
| Henri Roy                                              | 1940年3月21日  | 1940年5月18日  |
| Georges Mandel                                         | 1940年5月18日  | 1940年6月16日  |
| Charles Pomaret                                        | 1940年6月16日  | 1940年6月26日  |
| Adrien Marquet                                         | 1940年6月27日  | 1940年9月6日   |
| Marcel Peyrouton                                       | 1940年9月6日   | 1941年2月14日  |
| フランソワ・ダルラン                                   | 1941年2月14日  | 1941年7月18日  |
| Pierre Pucheu                                          | 1941年7月18日  | 1942年4月18日  |
| ピエール・ラヴァル                                     | 1942年4月18日  | 1944年8月20日  |
| Free French Commissioners                              |                |                |
| André Diethelm                                         | 1941年9月24日  | 1942年7月28日  |
| André Philip                                           | 1942年7月28日  | 1943年11月9日  |
| Emmanuel d'Astier de la Vigerie                        | 1943年11月9日  | 1944年9月10日  |
| Ministers                                              |                |                |
| Adrien Tixier                                          | 1944年9月10日  | 1946年1月26日  |
| André Le Troquer                                       | 1946年1月26日  | 1946年6月24日  |
| Édouard Depreux                                        | 1946年6月24日  | 1947年11月24日 |
| ジュール・モック                                       | 1947年11月24日 | 1950年2月7日   |
| アンリ・クイユ                                         | 1950年2月7日   | 1951年8月11日  |
| Charles Brune                                          | 1951年8月11日  | 1953年6月28日  |
| Léon Martinaud-Deplat                                  | 1953年6月28日  | 1954年6月19日  |
| フランソワ・ミッテラン                                 | 1954年6月19日  | 1955年2月23日  |
| Maurice Bourgès-Maunoury                               | 1955年2月23日  | 1955年12月1日  |
| エドガー・フォール                                     | 1955年12月1日  | 1956年2月1日   |
| Jean Gilbert-Jules                                     | 1956年2月1日   | 1957年11月6日  |
| Maurice Bourgès-Maunoury                               | 1957年11月6日  | 1958年5月14日  |
| Maurice Faure                                          | 1958年5月14日  | 1958年5月17日  |
| ジュール・モック                                       | 1958年5月17日  | 1958年6月1日   |
| Émile Pelletier                                        | 1958年6月1日   | 1959年1月8日   |

#### 第五共和政
| 代 | 氏名                                                       | 職名                                         | 内閣                         | 就任日         | 退任日         | 所属政党       |
| -- | ---------------------------------------------------------- | -------------------------------------------- | ---------------------------- | -------------- | -------------- | -------------- |
| 1  | ジャン・ベルトワン Jean Berthoin                           | 内務大臣                                     | ドブレ内閣                   | 1959年1月8日   | 1959年5月27日  | 急進党         |
| 2  | ピエール・シャトネ Pierre Chatenet                         | 内務大臣                                     | ドブレ内閣                   | 1959年5月28日  | 1961年5月6日   | 人民共和運動   |
| 3  | ロジェ・フレー Roger Frey                                  | 内務大臣                                     | ドブレ内閣                   | 1961年5月6日   | 1962年4月14日  |                |
| 3  | ロジェ・フレー Roger Frey                                  | 内務大臣                                     | 第1次ポンピドゥー内閣        | 1962年4月15日  | 1962年11月28日 |                |
| 3  | ロジェ・フレー Roger Frey                                  | 内務大臣                                     | 第2次ポンピドゥー内閣        | 1962年12月6日  | 1966年1月8日   |                |
| 3  | ロジェ・フレー Roger Frey                                  | 内務大臣                                     | 第3次ポンピドゥー内閣        | 1966年1月8日   | 1967年4月1日   |                |
| 4  | クリスチャン・フーシェ Christian Fouchet                   | 内務大臣                                     | 第4次ポンピドゥー内閣        | 1967年4月7日   | 1968年5月31日  |                |
| 5  | レーモン・マルスラン Raymond Marcellin                     | 内務大臣                                     | 第4次ポンピドゥー内閣        | 1968年5月31日  | 1968年7月10日  | 独立共和派     |
| 5  | レーモン・マルスラン Raymond Marcellin                     | 内務大臣                                     | クーヴ・ド・ミュルヴィル内閣 | 1968年7月12日  | 1969年6月20日  | 独立共和派     |
| 5  | レーモン・マルスラン Raymond Marcellin                     | 内務大臣                                     | シャバン＝デルマス内閣       | 1969年6月22日  | 1972年7月5日   | 独立共和派     |
| 5  | レーモン・マルスラン Raymond Marcellin                     | 内務大臣                                     | 第1次メスメル内閣            | 1972年7月6日   | 1973年3月28日  | 独立共和派     |
| 5  | レーモン・マルスラン Raymond Marcellin                     | 内務大臣                                     | 第2次メスメル内閣            | 1973年4月5日   | 1974年2月27日  | 独立共和派     |
| 6  | ジャック・シラク Jacques Chirac                            | 内務大臣                                     | 第3次メスメル内閣            | 1974年3月1日   | 1974年5月27日  | 共和国民主連合 |
| 7  | ミシェル・ポニャトフスキ Michel Poniatowski                | 国務大臣 内務大臣                            | 第1次シラク内閣              | 1974年5月28日  | 1976年8月25日  | 独立共和派     |
| 7  | ミシェル・ポニャトフスキ Michel Poniatowski                | 国務大臣 内務大臣                            | 第1次バール内閣              | 1976年8月27日  | 1977年3月29日  | 独立共和派     |
| 8  | クリスチャン・ボネ Christian Bonnet                        | 内務大臣                                     | 第2次バール内閣              | 1977年3月30日  | 1978年3月31日  |                |
| 8  | クリスチャン・ボネ Christian Bonnet                        | 内務大臣                                     | 第3次バール内閣              | 1978年4月5日   | 1981年5月13日  |                |
| 9  | ガストン・ドフェール Gaston Defferre                       | 国務大臣 内務・地方分権大臣                  | 第1次モーロワ内閣            | 1981年5月22日  | 1981年6月22日  | 社会党         |
| 9  | ガストン・ドフェール Gaston Defferre                       | 国務大臣 内務・地方分権大臣                  | 第2次モーロワ内閣            | 1981年6月23日  | 1983年3月22日  | 社会党         |
| 9  | ガストン・ドフェール Gaston Defferre                       | 内務・地方分権大臣                           | 第3次モーロワ内閣            | 1983年3月22日  | 1984年7月17日  | 社会党         |
| 10 | ピエール・ジョックス Pierre Joxe                           | 内務・地方分権大臣                           | ファビウス内閣               | 1984年7月19日  | 1986年3月20日  | 社会党         |
| 11 | シャルル・パスクワ Charles Pasqua                          | 内務大臣                                     | 第2次シラク内閣              | 1986年3月20日  | 1988年5月10日  | 共和国連合     |
| 12 | ピエール・ジョックス Pierre Joxe                           | 内務大臣                                     | 第1次ロカール内閣            | 1988年5月12日  | 1988年6月22日  | 社会党         |
| 12 | ピエール・ジョックス Pierre Joxe                           | 内務大臣                                     | 第2次ロカール内閣            | 1988年6月28日  | 1991年1月29日  | 社会党         |
| 13 | フィリップ・マルシャン Philippe Marchand                   | 内務大臣                                     | 第2次ロカール内閣            | 1991年1月29日  | 1991年5月15日  | 社会党         |
| 13 | フィリップ・マルシャン Philippe Marchand                   | 内務大臣                                     | クレッソン内閣               | 1991年5月16日  | 1992年4月2日   | 社会党         |
| 14 | ポール・キレス Paul Quilès                                 | 内務・公安大臣                               | ベレゴヴォワ内閣             | 1992年4月2日   | 1993年3月29日  | 社会党         |
| 15 | シャルル・パスクワ Charles Pasqua                          | 内務・国土整備大臣                           | バラデュール内閣             | 1993年3月30日  | 1995年5月11日  | 共和国連合     |
| 16 | ジャン＝ルイ・ドブレ Jean-Louis Debré                      | 内務大臣                                     | 第1次ジュペ内閣              | 1995年5月18日  | 1995年11月7日  | 共和国連合     |
| 16 | ジャン＝ルイ・ドブレ Jean-Louis Debré                      | 内務大臣                                     | 第2次ジュペ内閣              | 1995年11月7日  | 1997年6月2日   | 共和国連合     |
| 17 | ジャン＝ピエール・シュヴェーヌマン Jean-Pierre Chevènement | 内務大臣                                     | ジョスパン内閣               | 1997年6月4日   | 1998年9月3日   | 市民運動       |
| 18 | ジャン＝ジャック・ケランヌ Jean-Jack Queyranne             | 内務大臣（臨時代理）                         | ジョスパン内閣               | 1998年9月3日   | 1998年12月30日 | 社会党         |
| 19 | ジャン＝ピエール・シュヴェーヌマン Jean-Pierre Chevènement | 内務大臣                                     | ジョスパン内閣               | 1998年12月30日 | 2000年8月29日  | 市民運動       |
| 20 | ダニエル・ヴァイヤン Daniel Vaillant                       | 内務大臣                                     | ジョスパン内閣               | 2000年8月29日  | 2002年5月6日   | 社会党         |
| 21 | ニコラ・サルコジ Nicolas Sarkozy                           | 内務・治安・地方自由大臣                     | 第1次ラファラン内閣          | 2002年5月7日   | 2002年6月17日  | 国民運動連合   |
| 21 | ニコラ・サルコジ Nicolas Sarkozy                           | 内務・治安・地方自由大臣                     | 第2次ラファラン内閣          | 2002年6月17日  | 2004年3月30日  | 国民運動連合   |
| 22 | ドミニク・ド・ヴィルパン Dominique de Villepin             | 内務・治安・地方自由大臣                     | 第3次ラファラン内閣          | 2004年3月31日  | 2005年5月31日  | 国民運動連合   |
| 23 | ニコラ・サルコジ Nicolas Sarkozy                           | 国務大臣 内務・国土整備大臣                  | ド・ヴィルパン内閣           | 2005年6月2日   | 2007年3月26日  | 国民運動連合   |
| 24 | フランソワ・バロワン François Baroin                       | 内務・国土整備大臣                           | ド・ヴィルパン内閣           | 2007年3月26日  | 2007年5月15日  | 国民運動連合   |
| 25 | ミシェル・アリヨ＝マリー Michèle Alliot-Marie              | 内務・海外県・海外領土・地方自治体大臣       | 第1次フィヨン内閣            | 2007年5月18日  | 2007年6月18日  | 国民運動連合   |
| 25 | ミシェル・アリヨ＝マリー Michèle Alliot-Marie              | 内務・海外県・海外領土・地方自治体大臣       | 第2次フィヨン内閣            | 2007年6月19日  | 2009年6月23日  | 国民運動連合   |
| 26 | ブリス・オルトフー Brice Hortefeux                         | 内務・海外県・海外領土・地方自治体大臣       | 第2次フィヨン内閣            | 2009年6月23日  | 2010年11月13日 | 国民運動連合   |
| 26 | ブリス・オルトフー Brice Hortefeux                         | 内務・海外県・海外領土・地方自治体・移民大臣 | 第3次フィヨン内閣            | 2010年11月14日 | 2011年2月27日  | 国民運動連合   |
| 27 | クロード・ゲアン Claude Guéant                             | 内務・海外県・海外領土・地方自治体・移民大臣 | 第3次フィヨン内閣            | 2011年2月27日  | 2012年5月10日  | 国民運動連合   |
| 28 | マニュエル・ヴァルス Manuel Valls                          | 内務大臣                                     | 第1次エロー内閣              | 2012年5月16日  | 2012年6月18日  | 社会党         |
| 28 | マニュエル・ヴァルス Manuel Valls                          | 内務大臣                                     | 第2次エロー内閣              | 2012年6月21日  | 2014年3月31日  | 社会党         |
| 29 | ベルナール・カズヌーヴ Bernard Cazeneuve                   | 内務大臣                                     | 第1次ヴァルス内閣            | 2014年4月2日   | 2014年8月26日  | 社会党         |
| 29 | ベルナール・カズヌーヴ Bernard Cazeneuve                   | 内務大臣                                     | 第2次ヴァルス内閣            | 2014年8月26日  | 2016年12月6日  | 社会党         |
| 30 | ブリュノ・ル・ルー Bruno Le Roux                           | 内務大臣                                     | カズヌーヴ内閣               | 2016年12月6日  | 2017年3月21日  | 社会党         |
| 31 | マティアス・フェクル Matthias Fekl                         | 内務大臣                                     | カズヌーヴ内閣               | 2017年3月21日  | 2017年5月10日  | 社会党         |
| 32 | ジェラール・コロン Gérard Collomb                          | 内務大臣                                     | 第1次フィリップ内閣          | 2017年5月17日  | 2017年6月19日  | 社会党         |
| 32 | ジェラール・コロン Gérard Collomb                          | 内務大臣                                     | 第2次フィリップ内閣          | 2017年6月19日  | 2018年10月3日  | 社会党         |
| 33 | エドゥアール・フィリップ（暫定）                           | 内務大臣                                     | 第2次フィリップ内閣          | 2018年10月3日  | 2018年10月16日 | 共和党         |
| 34 | クリストフ・カスタネール                                   | 内務大臣                                     | 第2次フィリップ内閣          | 2018年10月16日 | 現職           | 共和国前進     |